# George River (Tasmansee)
Der George River ist ein Fluss im Südwesten der Südinsel Neuseelands und Teil des Fiordland-Nationalparks. Er fließt von einem Talkessel südlich des Lake Beddoes in Richtung Westen und mündet, unterwegs von zahlreichen Bächen gespeist, nach etwa 14 km in die Anchorage Cove des Te Houhou / George Sound, einen Meeresarm der Tasmansee. Der Name wurde 1965 entsprechend Notizen einer Expedition von 1949 eingereicht und lehnt sich an den Namen des George Sound an.